# Bourbach-le-Haut
Bourbach-le-Haut (deutsch Oberburbach) ist eine französische Gemeinde mit 413 Einwohnern (Stand 1. Januar 2022) im Département Haut-Rhin in der Region Grand Est (bis 2015 Elsass).

## Geographie
Die Gemeinde liegt in den Vogesen an der Passstraße zum Col du Hundsruck zwischen Masevaux-Niederbruck und Bitschwiller-lès-Thann im Regionalen Naturpark Ballons des Vosges. Das umliegende Gebiet ist weitgehend bewaldet.

## Geschichte
Von 1871 bis zum Ende des Ersten Weltkrieges gehörte Oberburbach als Teil des Reichslandes Elsaß-Lothringen zum Deutschen Reich und war dem Kreis Thann im Bezirk Oberelsaß zugeordnet.

### Bevölkerungsentwicklung
| Jahr                       | 1962 | 1968 | 1975 | 1982 | 1990 | 1999 | 2007 | 2020 |
| Einwohner                  | 150  | 183  | 187  | 231  | 257  | 324  | 424  | 415  |
| Quellen: Cassini und INSEE |      |      |      |      |      |      |      |      |

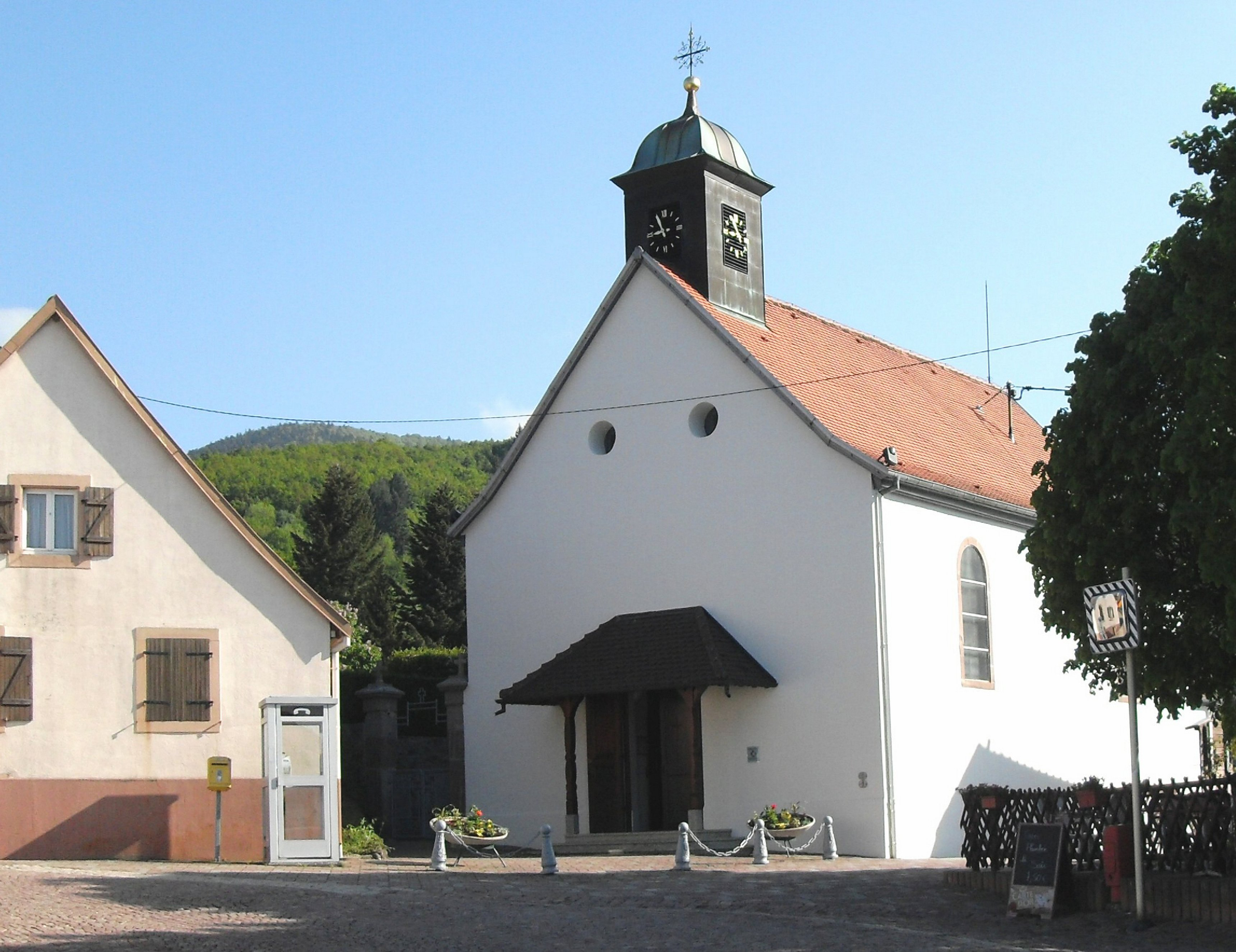
Kirche Saint-Michel
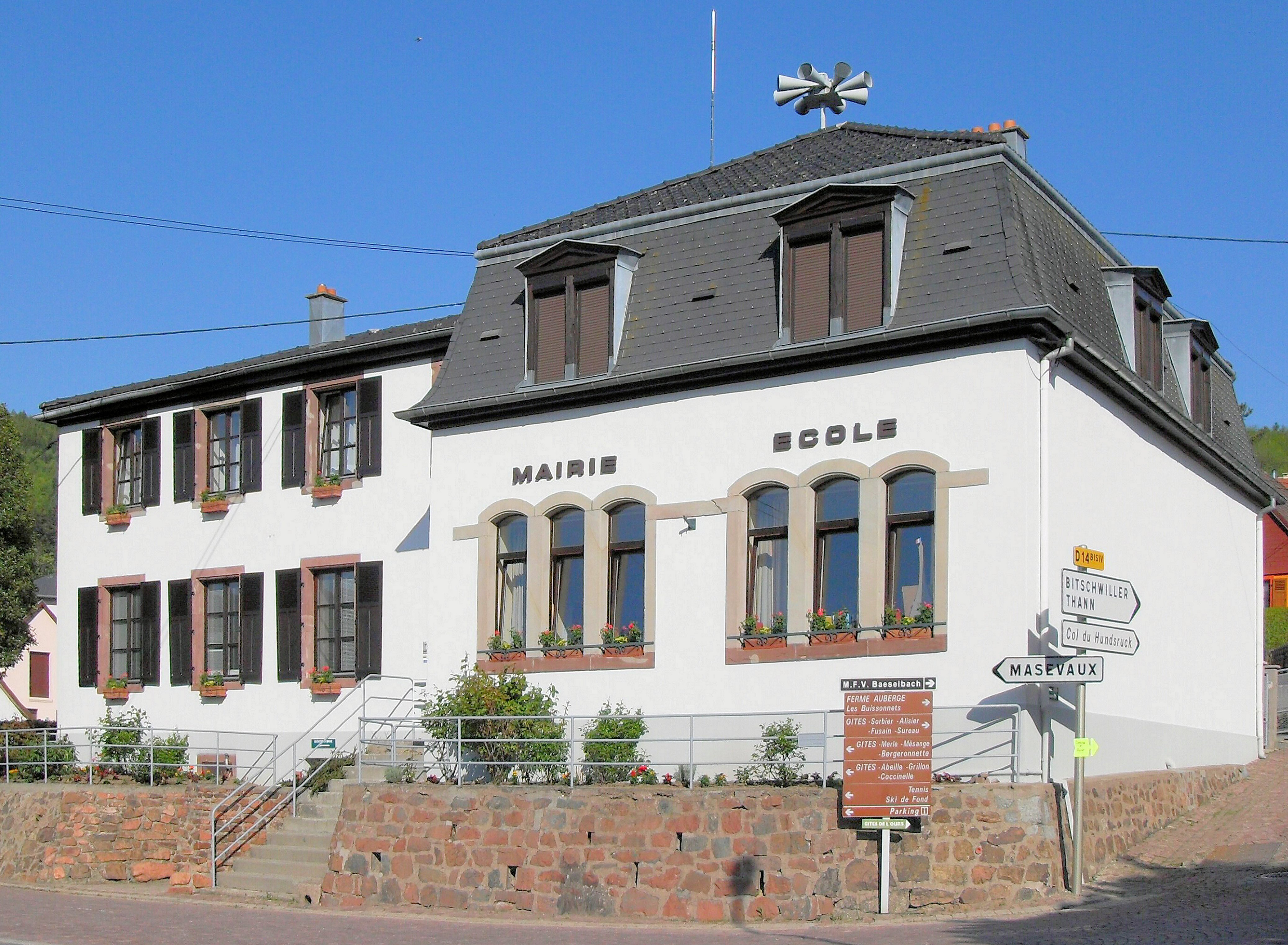
Rathaus- und Schulgebäude
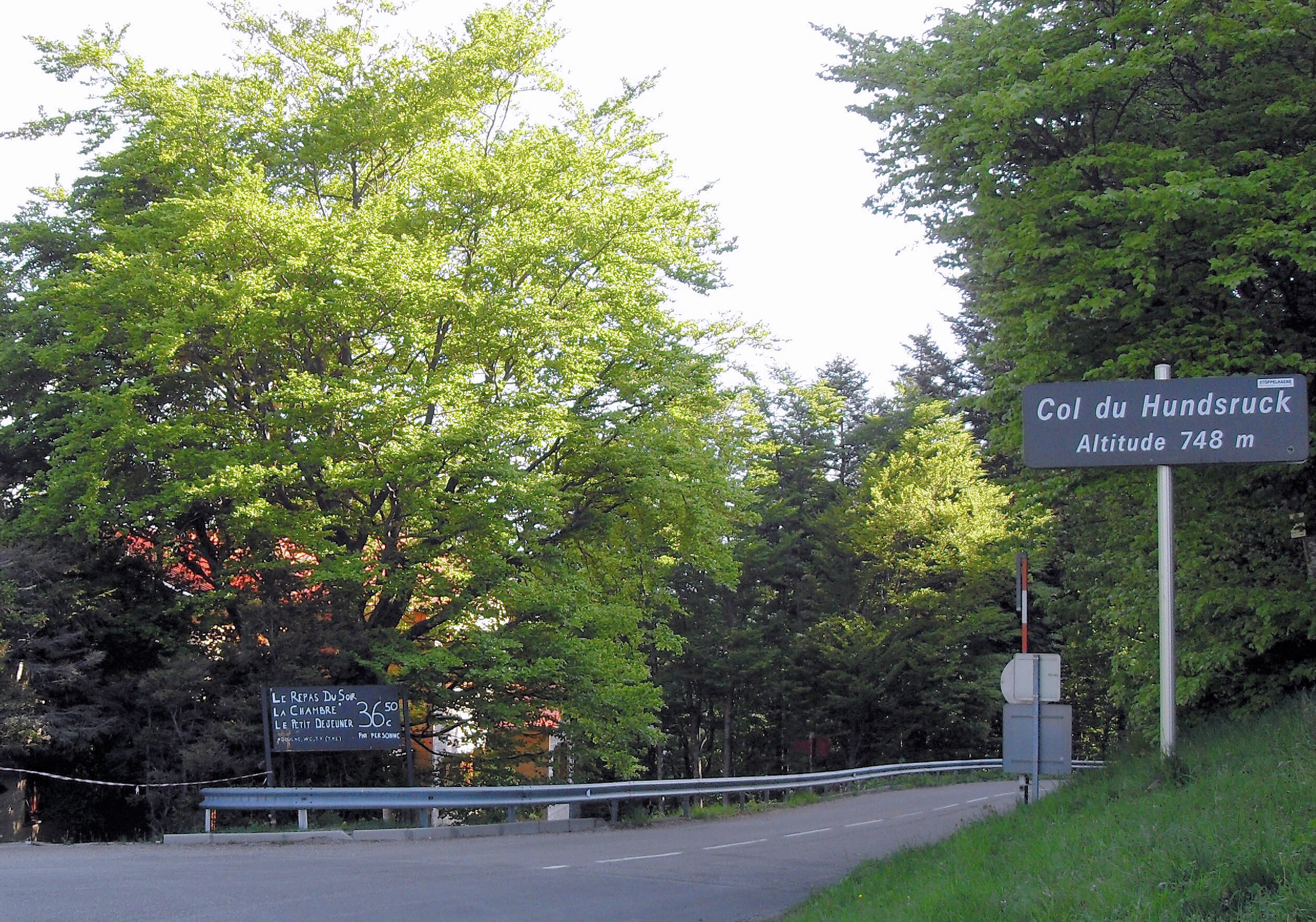
Col du Hundsruck

## Nachweise
1. ↑  Gemeindeverzeichnis Deutschland 1900 – Kreis Thann